# Ismail H. A. Ziyaeddin
Ismail H. A. Ziyaeddin (également connu sous le nom d' Ismail H. A. Ziyayddin ) né le 13 novembre 1912 et mort 3 mai 1996 était un poète tatar de Crimée connu pour avoir adapté l'alphabet latin aux besoins particuliers de la langue tatare de Crimée et co-écrit les premiers manuels de langue tatare avec l'écriture latine en Roumanie.

## Biographie
Ziyaeddin est né le 13 novembre 1912 de Hağí Ahmet (1875-1963) et de Fatma (1880-1971) à Constanța. Son père Hağí Ahmet était originaire de Crimée. Après avoir étudié la théologie en Turquie, il s'installe en Roumanie où il sert comme imam et épouse la fille du cheikh Islam Omer.
Ziyaeddin a fréquenté l'école primaire à Constanța en langue tatare et il a obtenu son diplôme avec d'excellents résultats du Medrese de Medğidiye/Medgidia. Il aimait le folklore littéraire et musical tatar. Il jouait du violon.
Après avoir obtenu son diplôme, il a continué à approfondir ses connaissances des langues et de la littérature asiatiques, à enregistrer et à établir des similitudes entre les langues turques. Entre 1932 et 1937, il travaille à la loterie nationale. Entre 1940 et 1942, il a été assistant personnel du Mufti de Constanța.
De 1942 à 1944, il fut imam à la mosquée située dans le parc Carol Ier à Bucarest, qui fut ensuite démolie pour faire place au Mausolée des Héros communistes construit sur son site. En 1950, il est diplômé de la Faculté de génie civil de Timișoara.
Il a traduit du roumain vers le Tatars de Crimée des poèmes de Mihai Eminescu et George Coşbuc. 
En 1985, ses poèmes ont été publiés par Şukran Vuap-Mocanu dans le cadre du Cours de langue tatare de l'Université de Bucarest.
Il est décédé le 3 mai 1996 à Bucarest.

## Sources
- (tr) Önal, « Romanya Türklerinin Günümüz Edebiyatı », Türk Dünyası Dil ve Edebiyat Dergisi, Türk Dil Kurumu, vol. 1997, no 4,‎ 1997, p. 15–39
- (ro) Şukran Vuap-Mocanu, Curs practic de limbă tătară, Bucharest, University of Bucharest, Faculty of Foreign Languages and Literatures, 1985
- (ro) Mehmet Ali Ekrem, Din Istoria Turcilor Dobrogeni, Bucharest, Kriterion, 1994 (ISBN 9789732603840)